# ویلیام اچ. راجرز
ویلیام اچ. راجرز، (به انگلیسی: William H. Rogers) (زاده ۱۹۶۰) کارآفرین، بانکدار و مدیر ارشد اجرایی آمریکایی است، که در حال حاضر به‌عنوان مدیر عامل اجرایی و رییس هیئت مدیره سان‌تراست بانک فعالیت می‌کند.